# 大阪北区ホテル客室女性殺害事件
大阪北区ホテル客室女性殺害事件（おおさかきたくホテルきゃくしつじょせいさつがいじけん）は、1994年（平成6年）1月16日に大阪府大阪市北区梅田で発生した殺人事件である。

## 概要
1994年（平成6年）1月16日、大阪市北区梅田のホテルで会社員の女性（当時26歳）が殺害されてバッグが奪われる事件が発生。遺体は十数カ所を鈍器のようなもので殴り、首を絞めて窒息死となっていた。
事件後捜査は難航し、未解決事件になることが懸念されたが、公訴時効まで約1年と迫った2007年（平成19年）12月に、女性用下着を民家に投げ捨てたとして廃棄物処理法違反罪で起訴されていた元会社員がDNA鑑定で犯人と一致したため、犯人として浮上した。元会社員は容疑を否認したが、2008年（平成20年）1月15日に殺人罪と強姦致死罪で起訴された。その後の捜査で、2001年（平成13年）12月に私的な株式投資のために当時勤めていた百貨店の2億円を着服して懲戒解雇処分となったが、全額弁済したために告訴を見送られていたことも発覚した。
しかし、同年9月20日に収容先の大阪拘置所で首を吊っているのが発見され、翌週（9月27日）に死亡した。